# 王键
王键（1955年—），汉族，中华人民共和国政治人物、第十一届全国政协委员。
加入九三学社，担任九三学社中央委员会委员、九三学社湖南省委员会副主任委員、湖南省教育厅副厅长。2008年，当选第十一届全国政协委员，代表九三学社，分入第十二组。